# Тадеуш Пикус
Тадѐуш Пѝкус (на полски: Tadeusz Pikus) е полски римокатолически духовник, професор по богословие, викарен епископ на Варшавската архиепархия и титулярен епископ на Лисиния (1999 – 2014), епископ на Дрохичинската епархия от 2014 година.

## Живот
Тадеуш Пикус е роден на 1 септември 1949 година в село Забеле, близо до Монки, Подлясия, в семейството на Станислава (с родово име Гудел) и Бронислав Пикус. Кръстен е на 18 септември от Антони Бахужевски в църквата „Св. Лаврентий“, енория Долистово.
През 1975 година завършва средно образование, след което постъпва във Висшата духовна семинария във Варшава. Ръкоположен е за свещеник на 7 юни 1981 година във варшавската катедрала „Св. Йоан Кръстител“ от Йежи Модзелевски, варшавски викарен епископ. От 1983 година специализира основно богословие в Наварския университет, Испания. През 1985 година защитава докторантура на тема: „La noción de Apologetica segun Gardeil“. Впоследствие преподава латински език (1985 – 1989; 1992 – 1993) и основно богословие (1986 – 1999) във Варшавската семинария. През 1990 година е изпратен в Москва, където организира Колеж за католическо богословие „Св. Тома Аквински“. В колежа заема длъжността декан и преподава основно богословие (1991 – 1992). В периода 1998 – 2009 година преподава религиология в Академията за католическо богословие във Варшава. На 18 февруари 1999 година придобива научна степан хабилитиран доктор.
На 24 април 1999 година папа Йоан Павел II го номинира за викарен епископ на Варшавската архиепархия и титулярен епископ на Лисиния. Приема епископско посвещение (хиротония) на 8 май във варшавската катедрала от ръката на кардинал Юзеф Глемп, примас на Полша, в съслужие с Кажимеж Романюк, варшавско-пражки епископ и Бронислав Дембовски, влоцлавешки епископ. През 2008 година му е присъдена титлата професор по богословие. На 29 март 2014 година папа Франциск го номинира за дрохичински епископ. Приема канонично епархията на 24 май и влиза в дрохичинската катедрала като епископ на следващия ден.